# Франклин Фернис (Охајо)
Франклин Фернис (енгл. Franklin Furnace) насељено је место без административног статуса у америчкој савезној држави Охајо.

## Демографија
По попису из 2010. године број становника је 1.660, што је 123 (8,0%) становника више него 2000. године.
| Група             | 2000.         | 2010.         |
| Белци             | 1.397 (90,9%) | 1.449 (87,3%) |
| Афроамериканци    | 111 (7,2%)    | 162 (9,8%)    |
| Азијати           | 1 (0,1%)      | 1 (0,1%)      |
| Хиспаноамериканци | 7 (0,5%)      | 21 (1,3%)     |
| Укупно            | 1.537         | 1.660         |